# 総理大臣 のえる!
総理大臣 のえる!（そうりだいじん のえる!）は、あすか正太/著、剣康之/イラストのライトノベル。角川スニーカー文庫刊。全9巻刊行されている。

## あらすじ
バスジャック事件に巻き込まれた中学2年生・長谷川健太を救ったのは、数年前に海外に武者修行に行った筈の幼馴染の折原のえるだった。しかも、彼女は悪魔との契約によって法律を一方的に書き換えて日本の第90代内閣総理大臣になっていたのである。だが、14歳の無邪気で真っ直ぐな彼女の言動によって日本国内は勿論世界中が大混乱に陥る事になってしまうことになり……。

## 主要登場人物
折原のえる （おりはら のえる）
14歳の中学2年生、勉強は全くダメだが格闘だけはやたらと強く、「オレより強いヤツに会いに行く」と言って、海外に飛び出す。そして帰ってきたときには悪魔・メフィストの契約（魔法）によって、日本の内閣総理大臣となっていた。悪魔の力によって得た首相の地位なので彼女が決めた事は魔法の力で直ちに法律となってしまう。ついでに「個人の資格」で核ミサイルを所有している（あくまで個人所有なので「非核三原則」には反しないと言い張っている）。健太の事が好きなのだが、いつもの行動が災いして健太からは本気にはしてもらえない。
思ったこと感じた事に忠実に行動してしまうために敵を作ってしまいやすい（学校を手始めに、既成政治家、新興宗教、マスコミ、国際テロ組織、多国籍企業、果てはアメリカ大統領の命令によって暗殺されかけた事も）。最終的に頼れるのは「自分の素手」だったりすることもままある。
長谷川健太 （はせがわ けんた）
のえるの幼馴染で同級生。優柔不断で平々凡々。のえるが首相となると、秘書官に任じられてしまう。彼女が起こすトラブルに謝罪をするのはいつも彼の役目である。のえるとほのかの間で心揺れ動く。妹の光（ひかり）は重い心臓病を抱えている。
メフィスト
普段は猫の姿をしているが、実は立派な悪魔。のえると契約を交わして魂と引換にのえるを総理大臣にした。最初、のえるが「世界征服」と言っていた契約の代償を総理大臣という現実的な水準に引き下げさせるなど、のえるよりは常識がある（？）。
弥生ほのか （やよい ほのか）
のえる・健太のクラスメート。健太の事が好きなのだが、引っ込み思案の恥ずかしがり屋のため、告白できないでいる。ストレートな言動が出来るのえるを羨ましいと思っている。のえるも彼女を恋の「ライバル」として認めているが、もう少し積極的になればいいのにと思い、彼女をいきなりアイドルデビューさせたり、副総理に任じたり（もちろんいきなり）と彼女の人格改造を試みているが、そのような一方的なお節介が上手くいくわけが無い。実家は大病院を経営している。
シャイニィ
東南アジアにある「アルカンタラ王国」の王女。現在日本国の事実上の所有者（既成政治家が築いた国家財政の借金のカタに日本の国家主権を差し押さえた多国籍企業「ドルマン・ユニオン」を彼女が乗っ取ったため）。のえるの友人でありライバルでもある。のえるに一泡食わせようと健太を自分のものにしようとするが、そのやり方がのえるに勝るとも劣らない強引さであり、ついにはアルカンタラそのものがアメリカから「テロ国家」のレッテルを貼られてしまった。
白峰忍
のえるによって再起不能にされた汚職閣僚である元厚生労働大臣・白峰誠志郎の娘。複雑な家庭環境で育ち、初めは脳天気なのえるを憎んでいたが、いつしか仲間に引きずり込まれていた。弥生ほのかとは幼馴染である。
サラ
のえるが放浪中にアメリカで会ったイラク人の少女。湾岸戦争中の劣化ウラン弾によるものと見られる病気を抱えており、現在はアメリカ人の養父母と暮らす。訪米するのえるとニューヨークの世界貿易センタービルでの再会を約束するが、その日遅刻してきたのえるよりも先に到着した彼女は……。
桃園さくら
歴史を担当している2年の副担任の新米教師。入院したのえるのクラスの担任の代行をしている。生徒思いではあるが、のえるには苦労をさせられている。岡山県の出身で、父親は特殊な建設業者の社長をしている。
木佐孝美
数学の担当教師。職権を濫用して授業をサボろうとするのえるに憤懣やるせない気持ちを抱いており、常にのえるを落第させたいと考えている。
北条
内閣官房長官。前首相の黒瀬の側近だったが、黒瀬が自らの地位保全のために「ドルマン・ユニオン」への国家の売却を企ている事を知り、愛想を尽かせてのえるの側近となる。健太と並んでのえるの行動に苦労させられている一人。

## 書誌情報
角川スニーカー文庫
- 彼女がもってる核ボタン 総理大臣のえる! ISBN 4-04-426201-2
- 恋する国家権力 総理大臣のえる! ISBN 4-04-426202-0
- 乙女の怒りは最終兵器 総理大臣のえる! ISBN 4-04-426203-9
- 撃破!日本消滅計画 総理大臣のえる! ISBN 4-04-426204-7
- サジはなげられた! 総理大臣のえる! ISBN 4-04-426205-5
- 花嫁がいっぱい 総理大臣のえる! ISBN 4-04-426206-3
- 神様だよ、全員集合! 総理大臣のえる! ISBN 4-04-426207-1
- 愛の支配者 総理大臣のえる! ISBN 4-04-426210-1
- 歴史を変える大勝利 総理大臣のえる! ISBN 978-4-04-426212-9

コミック版/角川コミックA（エース）（原作・あすか正太 漫画・剣康之）
- 総理大臣のえる+ ISBN 4-04-713591-7